# Jorsch
Jorsch (russisch Ёрш ‚Kaulbarsch‘) war der Name eines seegängigen Kanonenbootes der Kaiserlich Russischen Marine. Das Boot war das Typschiff einer Serie von mehreren Kanonenbooten, die nach dem ersten auf Kiel gelegten Boot als Doschd-Klasse (russisch: Дождь, deutsch: Regen) bezeichnet wird.

## Geschichte

### Projekt
Die Boote waren als Ergänzung der Küstenverteidigung der Ostsee gedacht, die sich auf gepanzerte Kanonenboote, die Turmfregatten der Admiral-Spiridow-Klasse und die Küstenbefestigungen der Festung Kronstadt abstützte. In Friedenszeiten sollten die Boote im Hafendienst und für hydrografische Aufgaben eingesetzt werden. 
Die Entwicklung des Projektes wurde von einer Kommission unter Vorsitz von Konteradmiral Stepan Stepanowitsch Lessowski (Степан Степанович Лесовский) gestellt. Als Vorbild diente das britische Kanonenboot Sketch. Im Gegensatz zu diesem mit einem Rumpf aus Eisen ausgestatteten Boot, gab die Kommission die Holzbauweise vor, lediglich besonders beanspruchte Teile wie die Munitionslast und die Beplankung vor der Kanone sollten aus Metall bestehen. Man versprach sich von dieser Bauweise geringere Schäden bei Grundberührungen im felsenreichen Flachwasser der östlichen Ostsee. Die Verdrängung wurde ebenfalls erhöht, um als Hauptbewaffnung eine 280-mm-Kanone installieren zu können. Der Tiefgang wurde auf 1,83 m begrenzt. Da die projektierte Geschwindigkeit mindestens acht Knoten betragen sollte, wurde eine Maschinenleistung von 240 PS für das Projekt errechnet. In der abschließenden Sitzung legte sich die Kommission auf Dampfmaschinen der britischen Firma John Penn and Sons aus Greenwich fest. 
Die Boote besaßen einen sehr flachen Kiel, der Mittschiffskoeffizient lag bei 0,8, die Völligkeit insgesamt bei 0,58. Das Verhältnis der Länge zur Breite des Bootsrumpfes war 3,4. Der Rumpf wurde durch vier wasserdichte Schotten in fünf Abteilungen unterteilt. Das Boot erhielt 280 mm hohe und 229–280 mm breite Schlingerkiele aus Eichenholz.
Als Bewaffnung wurde die von den Obuchow-Werken gebaute 280-mm-Kanone Modell 1877 ausgewählt. Die Waffe wurde auf einer von Andrei Alexandrowitsch Popow entwickelten Pivotlafette installiert. Die Lafette wurde 1874 der Marinetechnischen Kommission vorgelegt und ohne Änderungen bestätigt. Hergestellt wurde die Lafette ebenfalls von den Obuchow-Werken. Zum Nachladen lag die Waffe unterhalb des Decks. Durch eine Hilfsdampfmaschine wurden über zwei Wellen vier Gewindespindeln bewegt, die die Plattform mit der Waffe zum Schuss anhoben. Auf der Plattform stand die Waffe auf einer um 4,5° geneigten, 2,235 m langen Gleitbahn. Der Rückstoß wurde durch die Bewegung der Kanone auf dieser Gleitbahn kompensiert. Zusätzlich wurde der Rohrrücklauf durch eine pneumatische Rohrbremse gedämpft. Die Plattform war auf einem Zapfen drehbar gelagert und ermöglichte so ein seitliches Richten. Dabei wurde die Plattform über Seilzüge gedreht, als Antriebsquelle diente die Hilfsdampfmaschine. Im Oktober 1874 wurde die Konstruktion im scharfen Schuss erprobt, die Versuche verliefen insgesamt zufriedenstellend. Der Höhenrichtbereich lag zwischen −2° und +10°, der Seitenrichtbereich bei 17°. Der Rohrrücklauf betrug normalerweise bei 1,422 m, maximal waren 2,133 m möglich. Dabei hatte die Plattform eine Länge von insgesamt 5,486 m. Das Gewicht der Lafette mit Waffe lag bei ungefähr 40 t.
Die Beschläge, das Deck der Back, die wasserdichten Schotten, die Wände der Pulverkammer sowie der Munitionslast bestanden aus Stahlblech mit einer Stärke von 9,5 bis 11,1 mm. Die Beplankung des Rumpfes wurde aus Lärchenholz mit einer Stärke von 76 mm gefertigt. Die Verstärkung auf Höhe der Wasserlinie, das Barkholz, bestand aus Eichenholz mit einer Stärke von 114 mm. Das Deck wurde mit 76 mm starken Kiefernholz beplankt. 

### Bau
Am 8. Oktober 1873 bestellte der Vertreter der Kaiserlich Russischen Marine in England, Konteradmiral Iwan Fjodorowitsch Lichatschow (Иван Фёдорович Лихачёв), die Dampfmaschinen. Dabei wurde eine verkürzte Lieferfrist von sechs Monaten vereinbart.
Der Bau des Bootes begann am 3. Dezember 1873 auf der Helling für Holzschiffe der Werft der Neuen Admiralität in Sankt Petersburg, die offizielle Kiellegung fand jedoch erst am 23. März 1874 statt. Der Rumpf war bereits Ende April fertiggestellt, der Stapellauf verzögerte sich jedoch wegen Problemen bei der Anlieferung und dem Einbau der Maschinenanlage, der Armaturen, der Rudereinrichtung, der Anker und der Zisternen. Ein Teil der Ausrüstung wurde von John Penn and Sons geliefert, ein anderer Teil kam aus dem russischen Ischorski-Werk. Im Juni und Juli wurden in vier Lieferungen die Maschinenanlage und die Bewaffnung angeliefert und installiert. Der Stapellauf fand schließlich am 5. August 1874 statt.

## Erprobung
Die Standerprobung fand am 31. August 1874 statt. Bei größtenteils installierter Ausrüstung lag der Tiefgang am Bug bei 1,1 m, am Heck bei 1,74 m. Eine erste Erprobungsfahrt zwischen Sankt Petersburg und Kronstadt und zurück wurde am 28. September 1874 durchgeführt. Dabei konnte eine Höchstgeschwindigkeit von 5 Knoten nicht überschritten werden. Am 17. Oktober fand bei Windstärke 9 und Seegang Stärke 7 eine Erprobungsfahrt zum Tolbuchin-Leuchtturm statt. Auch am 19. Oktober konnte bei ruhiger See die projektierte Geschwindigkeit erreicht werden, obwohl für diese Fahrt die besten Heizer der Baltischen Flotte von der Korvette Bojarin (Боярин) und dem Klipper Isumrud (Изумруд) abkommandiert wurden und außerdem qualitativ hochwertige Kohle aus Newcastle zum Einsatz kam.
Nach einem Probeschießen bei rauer See, bei dem das Boot krängte, wurde die Beplankung der Back verstärkt und die Befestigung der Lafette überarbeitet.
Im Ergebnis der Erprobungen wurde vorgeschlagen, die Konturen des Rumpfes im Bugbereich zu verändern und die Lafette mit der Kanone nach mittschiffs zu verschieben. Außerdem sollte die Dampfleistung der Kesselanlage erhöht und die Leistung der Dampfmaschine vergrößert werden. Der Kommandant des Bootes, Kapitan-Leitenant A. O. Blank (А. О. Балк), schlug eine Verlängerung des Bootes um 4,5 m vor. Zur Kompensation der erhöhten Verdrängung sollten die Anzahl der aus Eisen gefertigten Teile der Ausrüstung verkleinert bzw. deren Querschnitt verringert werden.
In den Jahren 1874 bis 1876 wurden weitere Veränderungen vorgenommen. So wurden zusätzliche Pumpen installiert und die Bauweise der Lukenabdeckungen geändert. Das Gitter über der Waffe wurde durch abnehmbare Holzplanken ersetzt. Weiterhin wurde ein Drehzahlregler eingebaut, um ein Hochdrehen der Dampfmaschine zu verhindern, wenn die Schiffsschraube bei Seegang aus dem Wasser auftauchte.

## Einsatz
Im Jahr 1892 wurde das Boot zum Kanonenboot der Küstenverteidigung umklassifiziert. Es kam vorrangig für Ausbildungszwecke in der Ostsee zum Einsatz. 1907 wurde es aus der Flottenliste gestrichen.